# Zlato (ime)
Zlato je moško osebno ime.

## Izvor imena
Ime Zlato je različica moškega osebnega imena Zlatko.

## Pogostost imena
Po podatkih Statističnega urada Republike Slovenije je bilo na dan 31. decembra 2007 v Sloveniji število moških oseb z imenom Zlato: 26.